# Патру-Фраць
Патру-Фраць, Патру-Фраці (рум. Patru Frați) — село у повіті Яломіца в Румунії. Входить до складу комуни Адинката.
Село розташоване на відстані 44 км на північний схід від Бухареста, 73 км на захід від Слобозії, 144 км на південний захід від Галаца, 122 км на південний схід від Брашова.

## Населення
За даними перепису населення 2002 року у селі проживали 985 осіб, усі — румуни. Усі жителі села рідною мовою назвали румунську.